# Fernando Croxatto
Fernando Martín Croxatto (ur. 25 września 1956 w Morón) – argentyński duchowny katolicki, biskup Neuquén od 2017.

## Życiorys
Święcenia kapłańskie przyjął 6 grudnia 1986 z rąk kardynała Juana Carlosa Aramburu. Inkardynowany do archidiecezji Buenos Aires, pracował jako wikariusz w parafii Chrystusa Króla oraz jako wicerektor domu formacyjnego dla seminaryjnych roczników propedeutycznych. W 1991 przeniósł się do diecezji San Roque i w 2000 uzyskał pozwolenie na inkardynację do niej. Pracował głównie jako duszpasterz parafialny, był także m.in. rektorem "pre-seminarium" (1994–2006) oraz wikariuszem generalnym diecezji (2002–2008).
13 marca 2014 papież Franciszek mianował go biskupem pomocniczym diecezji Comodoro Rivadavia oraz biskupem tytularnym Fissiana. Sakry biskupiej 17 maja 2014 udzielił mu biskup José Lorenzo Sartori.
3 sierpnia 2017 papież Franciszek mianował do biskupem diecezji Neuquén.